# Хайнинская библиотека
Хайнинская библиотека (кит. трад. 海寧市圖書館, упр. 海宁市图书馆, пиньинь Hǎiníngshì túshūguǎn букв.: «Городская библиотека Хайнина»), или Хайту (кит. 海图), является публичной библиотекой, входящей в состав Хайнинского муниципального бюро культуры, радио, телевидения, туризма и спорта. Библиотека расположена в Хайнине городского округа Цзясин провинции Чжэцзян, Китай, с главным зданием, расположенным на улице Сюэлинь 60-62, и 11 филиалами и десятками точек обращения, расположенными во всех городах и подрайонах Хайнина. По состоянию на август 2018 года в библиотеке 1,7 миллиона единиц хранения. Министерство культуры и туризма Китая присвоило ей статус национальной библиотеки первого класса.
История библиотеки восходит к 1904 году, когда была основана библиотека Хайнинской области (海宁州图书馆; 海寧州圖書館) как первая библиотека уездного уровня, использующая китайский термин «图书馆/圖書館» (библиотека) в Китае. 30 июня 1956 года библиотека была переименована в Библиотеку уезда Хайнин (海宁县图书馆; 海寧縣圖書館) на китайском языке. После того, как в феврале 1987 года Хайнин был определен как город уездного уровня, библиотека была переименована в Городскую библиотеку Хайнина (海宁市图书馆; 海寧市圖書館). Хайнинская библиотека была первой публичной библиотекой уездного уровня в Китае и была известна как одна из самых красивых библиотек начального уровня в Китае.

## История

### Основание и раннее развитие
История библиотеки восходит к 1904 году, когда была основана библиотека Хайнинской области (海宁州图书馆; 海寧州圖書館) как первая библиотека уездного уровня, использующая китайский термин «图书馆/圖書館» (библиотека) в Китае. Создание библиотеки было предложено восемью местными учёными-дворянами, включая Чжу Дина (祝鼎) и Чжоу Чэндэ (周承德), и было одобрено в четвёртый месяц того года по китайскому календарю. С момента основания библиотека находилась в павильоне Шуйсянь (水仙阁; 水仙閣), который был западным крылом храма Хайшэнь (海神庙; 海神廟; «Храм морского бога»). В уставе, содержащем 44 статьи, определены цели библиотеки, правила финансирования и управления книгами. Фонд библиотеки складывался из доходов от издольщины и пожертвований храму. Тем не менее, когда основатели библиотеки покинули Хайнин по разным причинам, местный житель по имени Чжу Баоцзинь (朱宝瑨; 朱寶瑨) переместил Библиотеку на первый этаж здания рядом с воротами храма Магун (马公祠; 馬公祠) рядом с Восточными воротами Янгуана.
После Синьхайской революции в Китае были упразднены области, и поэтому Хайнинская область была преобразована в уезд Хайнин. В 1915 году была основана Публичная библиотека уезда Хайнин (海宁县公立图书馆; 海寧縣公立圖書館), использовались здания библиотеки Хайнинской области, Старой академии (旧学宫; 舊學宮), Анлан Шуюань (安澜书院; 安瀾書院). Чжу Цзунлай (朱宗莱; 朱宗萊), получивший образование в Японии, был назначен правительством уезда президентом библиотеки, с государственным жалованьем в 200 серебряных юаней ежегодно. Затем в библиотеке оборудовали комнату для эпиграфических коллекций. В 1918 году в библиотеке был создан отдел коллекции популярных книг, тематика которых включала политику, литературу и искусство, технологии и технику и т. д. В 1930 году местное правительство Хайнина основало Центр народного образования Хайнина и сделало библиотеку книжным отделом центра. С августа 1931 года по август 1932 года в четырёх посёлках уезда Хайнин (Сяши, Юаньхуа, Чанъань, Сецяо) были созданы четыре библиотеки, связанные с Центром народного образования. В ноябре 1931 года публичная библиотека Хайнина стала независимой от Центра, но Би Фуюнь (宓福云; 宓福雲) остался президентом Центра и библиотеки. После того, как Япония оккупировала Хайнин в 1937 году, библиотека перестала функционировать.

### Восстановление после войны

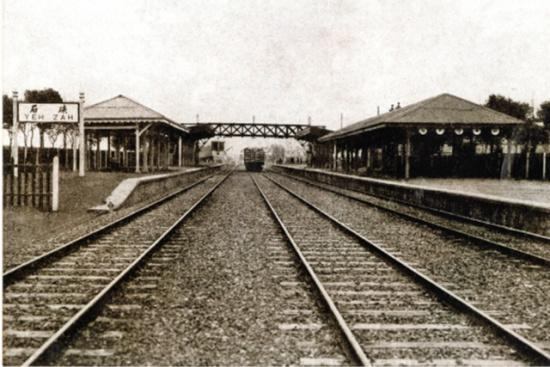
Железнодорожная станция Сяши в 1920 году. Библиотека переехала вслед за вокзалом в 1963 году.

В 1947 году в Сяши был восстановлен Центр народного образования с газетным залом. Народно-освободительная армия заняла Хайнин в мае 1949 года. Был основан Молодёжный клуб Хайнина с газетным читальным залом. В марте 1950 года Молодёжный клуб был заменен Центром народной культуры уезда Хайнин (海宁县人民文化馆; 海寧縣人民文化館). В феврале 1953 года Центр был переименован в Культурный центр уезда Хайнин (海宁县文化馆; 海寧縣文化館). 9 мая 1956 года Народный комитет уезда Хайнин провел совместную конференцию с комсомолом, профсоюзом рабочих и другими 11 группами, на которой было решено сформировать комитет по подготовке к созданию уездной библиотеки. 30 июня была создана и открыта для публики библиотека уезда Хайнин на аллее Чжуннин (中宁小街; 中寧小街), Сяши. Вэн Гунъю (翁公友), тогдашний президент Культурного центра, был назначен президентом обоих учреждений. В январе 1957 года в библиотеке открылся детский читальный зал. В апреле 1958 года библиотека была объединена в Культурный центр, право пользования названием библиотеки было передано Центру. В том же месяце была основана Частная библиотека Сяши. Тем не менее, библиотека Сяши была переименована в Библиотеку народной коммуны Сяши в октябре 1958 года, а в 1961 году была объединена с библиотекой уезда Хайнин.

### Эпоха культурной революции
В ноябре 1958 года, когда уезд Хайянь был объединён с уездом Хайнин, библиотека присоединила публичные библиотеки Хайянь. Однако в 1961 году библиотеки снова разделились, когда Хайянь снова стал уездом. В 1962–1963 годах Библиотека сначала переехала на первый этаж здания окружной радиовещательной станции, а затем разместилась в храме Хуэйли (惠力寺), но комната для хранения древних книг осталась неизменной. С началом Культурной революции в 1966 году служба выдачи была закрыта, хотя читальный зал всё ещё был открыт для публики. Читальный зал был перенесён на улицу Сяси после того, как полицейский отдел революционного комитета занял храм Хуэйли в 1967 году и переехал на аллею Чжуннин в 1968 году. В 1969 году читальный зал был переименован в Станцию пропаганды мыслей Мао Цзэдуна в уезде Хайнин. Зимой 1970 года библиотека снова переехала в храм Хуэйли. 27 января 1971 года библиотека вновь открыла службу выдачи книг, распространив 1000 читательских билетов. В 1974 году здание Цзиньсин позади храма Хуэйли было построено как новое здание библиотеки.

### 1980-е и 1990-е годы
28 октября 1982 года Планово-экономическая комиссия и Финансовое управление Хайнина одобрили строительство книгохранилища площадью 200 квадратных метров с бюджетом в 20 тысяч юаней для библиотеки, но в то время это не было выполнено. 14 мая 1984 года Планово-экономическая комиссия одобрила строительство книгохранилища и читального зала общей площадью 933 квадратных метра и общим бюджетом 97,9 тысяч юаней, но этот план также не был реализован. 22 октября 1984 года библиотека стала отдельным правительственным учреждением, а в ноябре отменила ограничение на количество читательских билетов. 2 января 1985 года Чжан Цзинфу (张敬夫; 张敬夫) и Чен Болян (陈伯良; 陈伯良), два члена местного НПКСК, предложили построить библиотеку на новом месте, отличном от аллеи Чжуннин. Народное правительство Хайнина провело собрание и приняло решение приобрести 7 му земли и построить библиотеку общей площадью застройки 3000 квадратных метров. 6 июня местная Планово-экономическая комиссия одобрила это постановление, утвердив бюджет в размере 700 000 юаней. Проект стартовал в октябре и был реализован строительной компанией Fengtu Construction Company в Хайнине. Строительство здания началось 25 декабря, но было остановлено из-за технических проблем с фундаментными работами.
В феврале 1987 года Хайнин был преобразован в городской уезд. Библиотека уезда Хайнин была переименована в Городскую библиотеку Хайнина. 18 мая 1988 года было завершено строительство новых библиотечных зданий, церемония открытия которых была проведена в правительственном гостевом доме Хайнина. Переезд библиотеки начался 23 января. Служба выдачи, газетные залы и справочные читальные залы открылись для публики 20 августа. Переезд завершился церемонией открытия новых зданий 8 октября, при этом старое здание не работает. Стоимость новых зданий составила 1,55 миллиона юаней и они имели площадь 3229 квадратных метров. Библиотека, занимавшая площадь 8 му, имела четырёхэтажное главное здание с книгохранилищем с антресолью и двухэтажные подсобные постройки. Здания были окружены деревьями. Чжоу Гучэн, заместитель председателя Постоянного комитета всекитайского собрания народных представителей, и каллиграф Ша Мэнхай написали название библиотеки каллиграфическим шрифтом, которое до сих пор используется в логотипе библиотеки. 23 марта 1989 г. в библиотеке открыта служба чтения. 23 мая библиотека начала работать до поздней ночи после улучшения внутреннего освещения. В июне 1991 года старые здания библиотеки были рекомендованы Департаментом культуры провинции Чжэцзян как выдающийся национальный культурный объект. 28 августа 1992 года в Библиотеке был оборудован зал для быстрой выдачи книг. 21 декабря 1994 года Министерство культуры присвоило библиотеке статус Национальной культурной библиотеки и Национальной библиотеки первого класса. В мае 1995 года была создана Ассоциация сотрудников Хайнинской библиотеки. В июне 1999 года для сотрудников библиотеки была введена национальная система привлечения. В июне 1999 года был отменён еженедельный день закрытия библиотеки.

### 2000-е и 2010-е годы

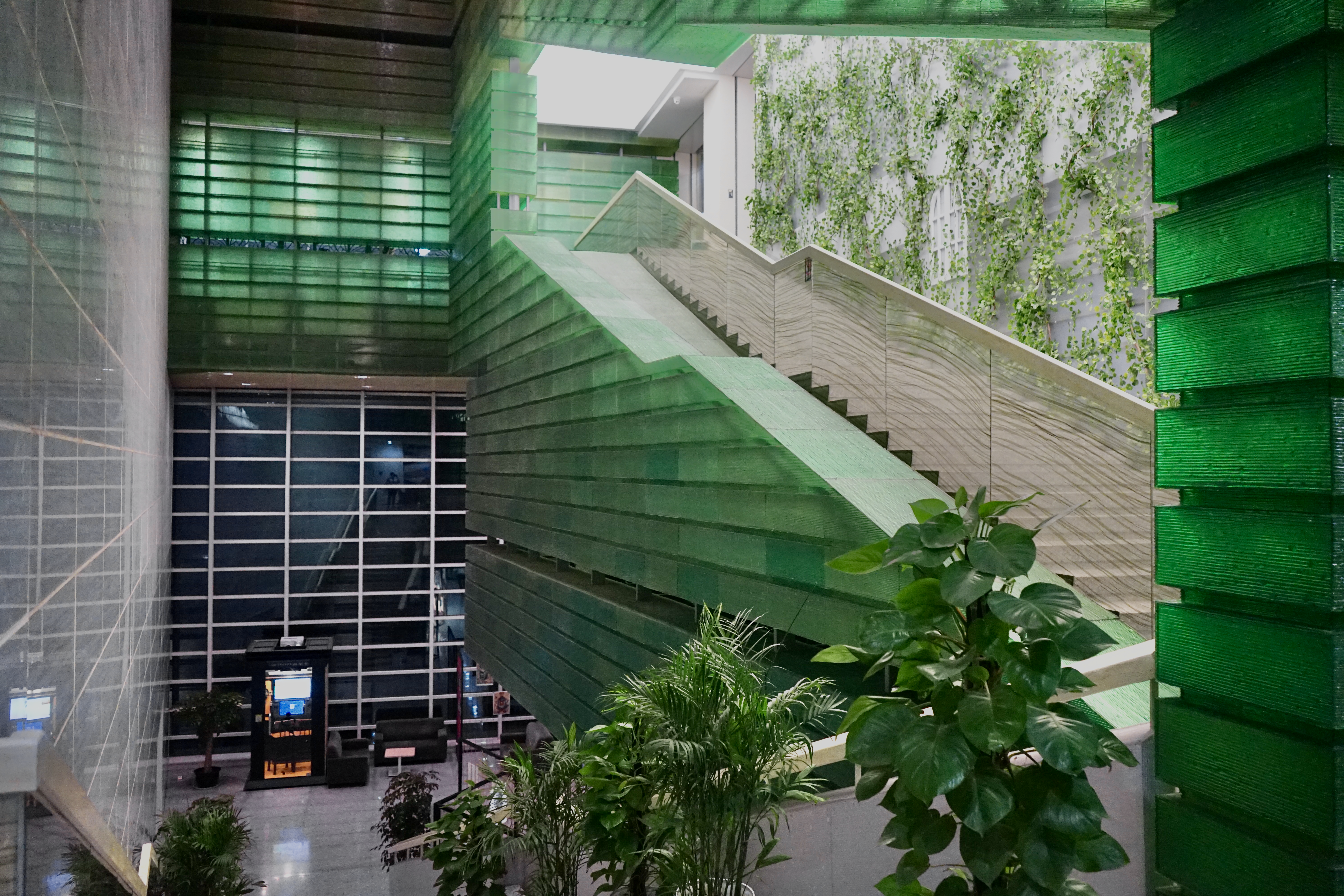
Атриум нового здания завершён в 2015 году.

В августе 2003 года началась реконструкция ворот и атриума здания библиотеки. 18 мая 2004 года библиотека отметила своё столетие.

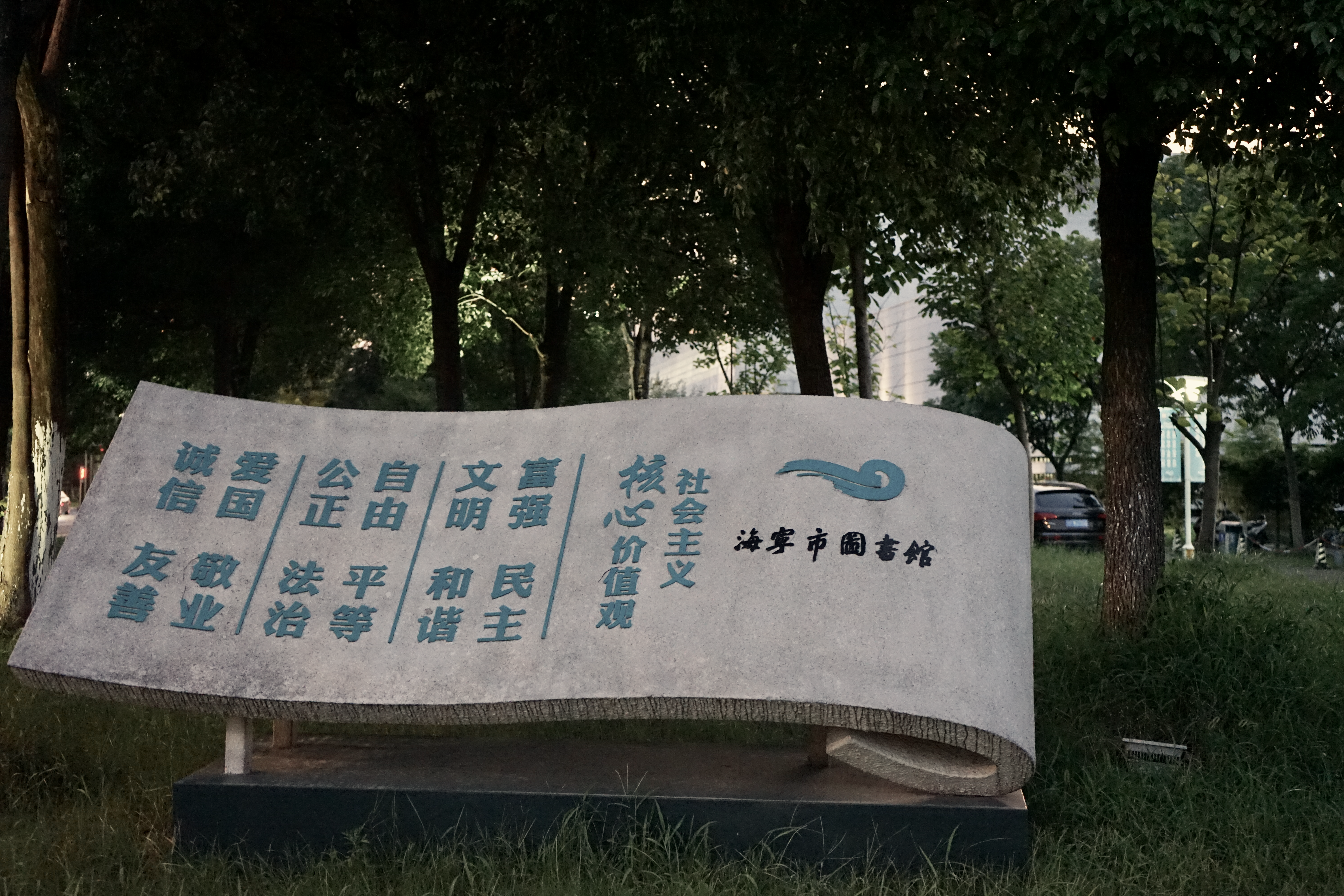
Скульптура за пределами главного здания, на которой нанесён логотип библиотеки и Основные социалистические ценности

В 2009 году Библиотека начала планирование строительства новых библиотечных зданий с бюджетом 87,6 миллиона юаней. Позже этот план был включен в 11-й пятилетний план города Хайнин. В сентябре Ван Вэй, главный архитектор Института дизайна ландшафта и архитектуры Китайской академии искусств, был приглашен библиотекой для проектирования новых зданий. После двухмесячного визита в Хайнин из Ханчжоу Ван Вэй закончил эскизный проект новых зданий, и в феврале 2010 года он был официально назначен на проектирование здания. Тем не менее, первоначальный проект так и не был реализован из-за большой сложности строительства. Ван Вэй предложил ещё 10 новых чертежей зданий. В 2011 году в рамках проекта началась разработка детального плана строительства. Строительство началось 16 марта 2012 года. Под Новый год 2015 года в эксплуатацию вступили новостройки общей площадью 19 900 квадратных метров. Во время строительства новых зданий библиотека Хайнина вошла в число 10 самых красивых библиотек базового уровня 2014 года по всему Китаю на ежегодном симпозиуме китайских библиотек 2014 года, организованном Министерством культуры. В марте 2015 года местный комсомол в сотрудничестве с Библиотекой сформировали команду волонтёров, чтобы призвать к волонтёрской деятельности в Библиотеке среди её пользователей. В январе 2016 года был сформирован Библиотечный совет, который стал первым советом в государственной культурной службе Хайнина. Хайнинская библиотека также была первой библиотекой, которая сформировала такую организацию в Цзясине.

## Архитектура

### Главное здание
Главное здание библиотеки расположено на улице Сюэлинь 60-62, к востоку от улицы Вэньцзун и к северу от улицы Сюэлинь. Общая площадь здания 19 900 квадратных метров, включая площадь подвальных помещений. Стоимость строительства здания составляет 135 миллионов юаней. Здание рассчитано на хранение не более 800 000 книг, открытых для доступа на полках, и вмещает 1000 мест для сидения.
Здание было спроектировано Ван Вэем, главным архитектором Института дизайна ландшафта и архитектуры Китайской академии искусств. Очертания здания напоминают две раскрытые книги, что усиливает культурную атмосферу здания. Зелёные растения размещены внутри и вокруг здания, а участок декоративных растений расположен на востоке. Стена и лестница украшены зелёными растениями. Вестибюль внутри просторный, выдержан в лаконичных тонах, что делает комнату тихой и уютной. Пруд за южными воротами библиотеки отражается на фоне здания, отражая очарование традиционных водных городов Цзяннани в современном стиле.

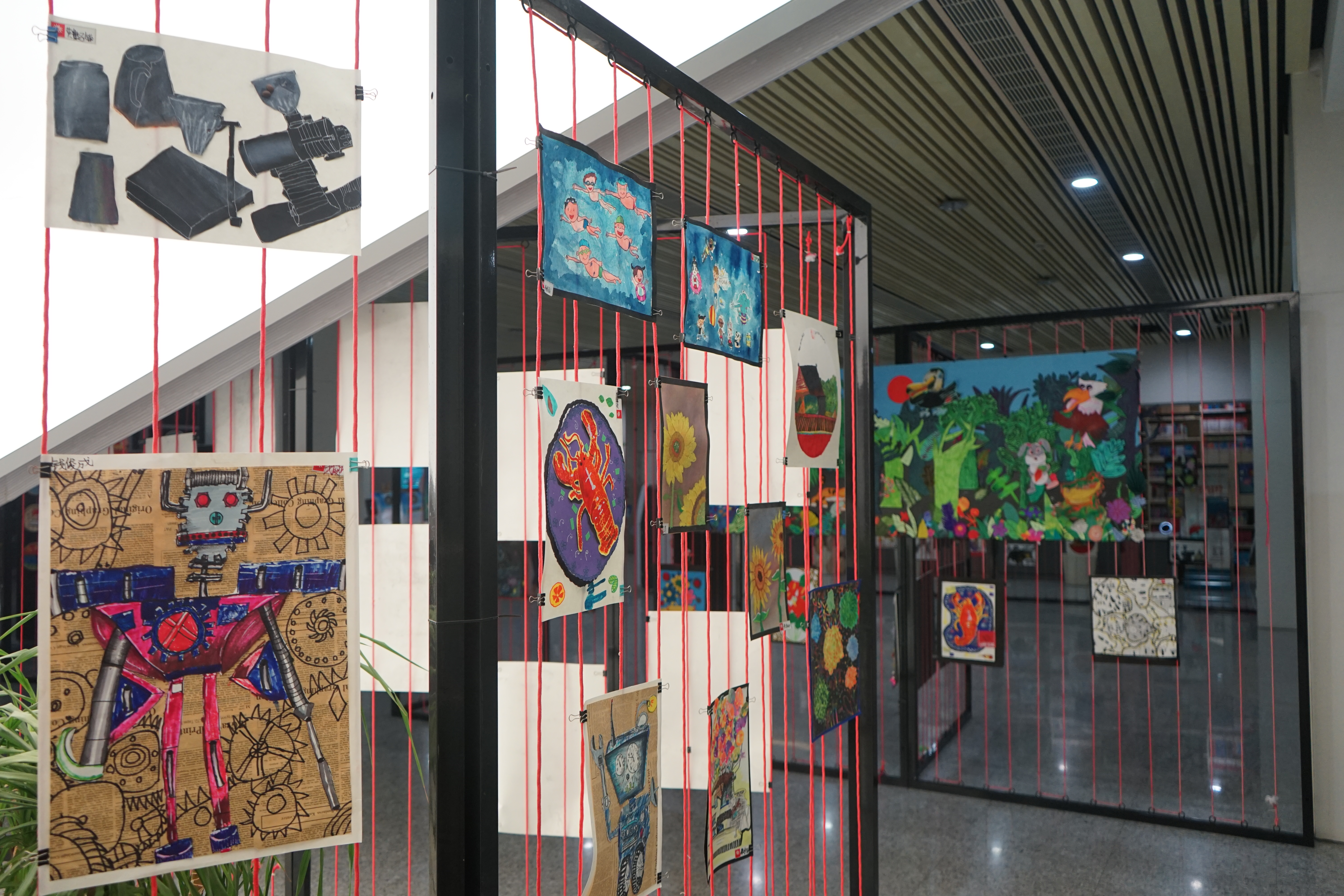
Выставка картин местных детей в библиотеке

Библиотека предоставляет услуги по выдаче книг для инвалидов по зрению и детей, помимо общих услуг по выдаче книг. Здесь также есть родительские читальные залы, газетные залы, центр древней и местной литературы, мультимедийный центр, подготовительное пространство. В мае 2007 года была создана служба выдачи книг для инвалидов по зрению, которая предоставляет электронные книги, аудиокниги, книги со шрифтом Брайля. В отделах для детей и в родительских читальных залах есть игрушки, книжки с картинками, бесплатный доступ в Интернет и цифровая мастерская для родителей и детей. Газетные залы предоставляют услуги по выдаче газет и журналов. Центр древней и местной литературы предлагает историческую и местную литературу в открытом доступе на полках. Мультимедийный сервисный центр предоставляет услуги, включая чтение в цифровом формате, просмотр фильмов и т. д. Центр открыт для взрослых, в то время как лица до 14 лет не допускаются в определённые зоны центра. В подготовительной комнате есть место для самостоятельных занятий. Кофе, другие напитки и закуски можно заказать в баре Leisure Bar в здании.

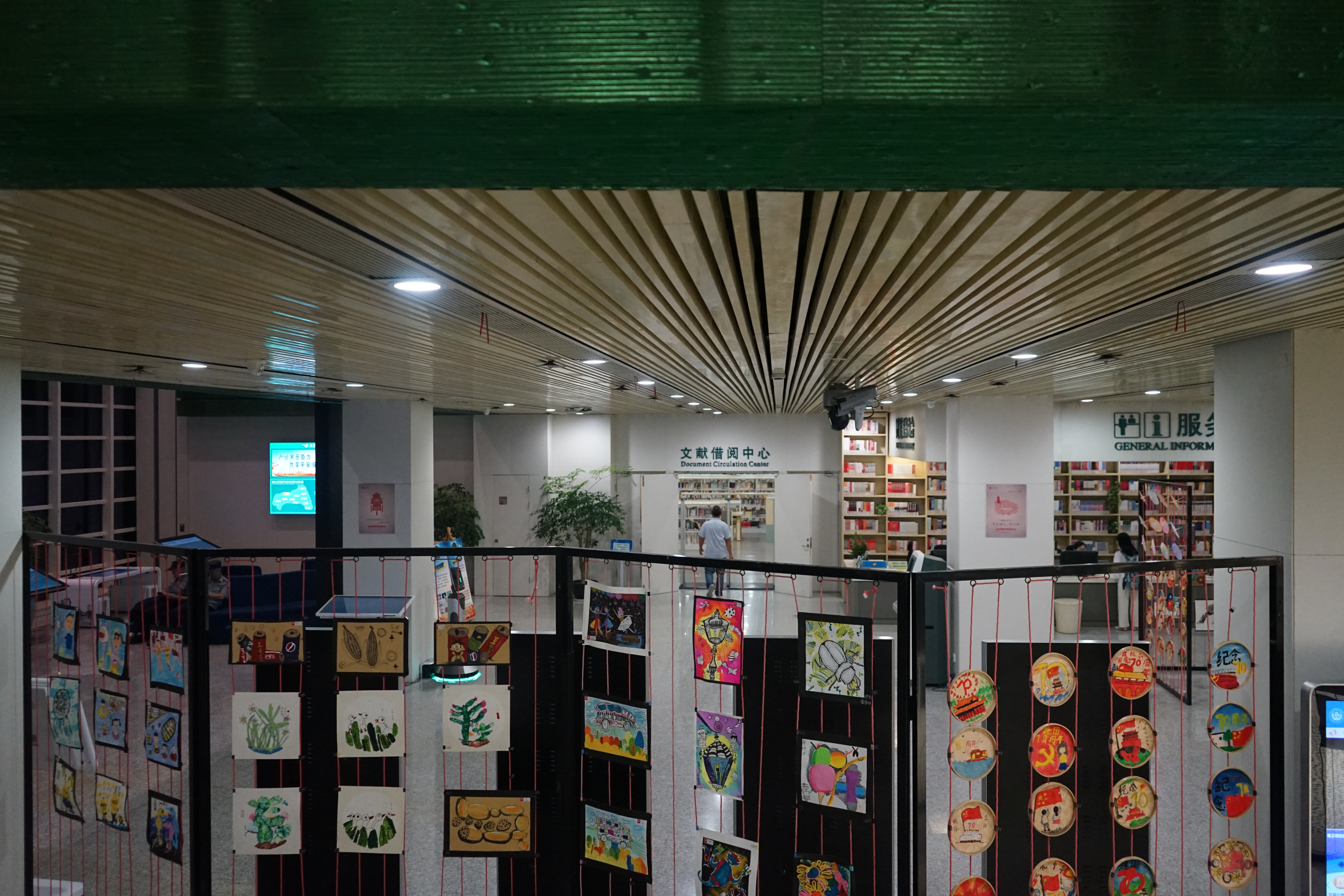
Вид на 1-й этаж главного корпуса.

### Филиалы

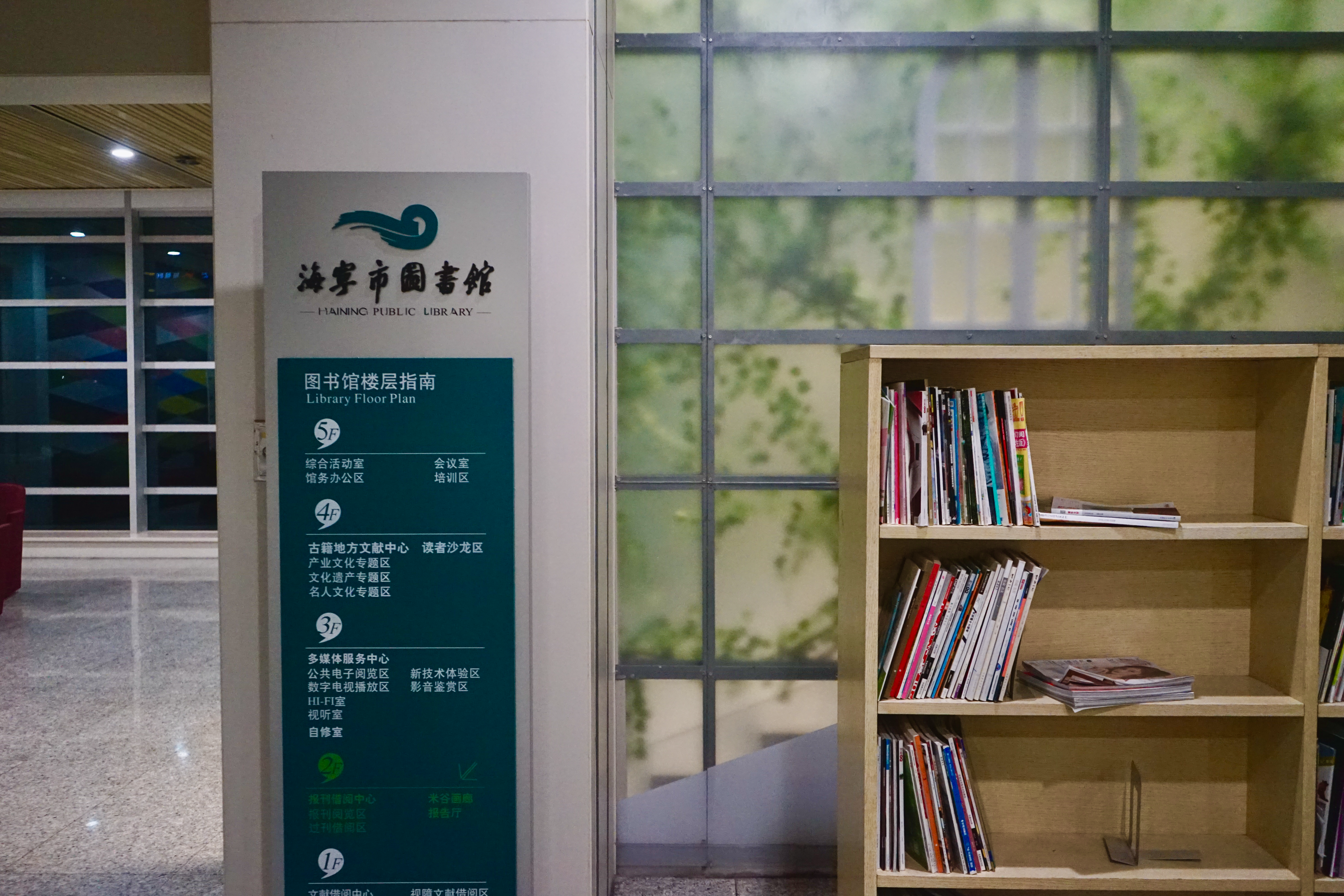
План этажа библиотеки

С 2008 года библиотека занимается интеграцией городских и сельских служб публичных библиотек, используя различные методы для содействия сбору и использованию местной литературы. По состоянию на август 2018 года в каждом городе Хайнина было 11 отделений библиотеки. Кроме того, в ведении библиотеки находятся три тематические библиотеки, три библиотеки местных компаний, восемь деревенских библиотек, 13 общинных библиотек, пять автоматических общественных библиотек. По состоянию на сентябрь 2016 года в Хайнине насчитывалось 179 читальных залов на фермах, поддерживаемых библиотекой.
В мае 2016 года Библиотека открыла «мобильную библиотеку» под названием Юэлу (阅路; 閱路; «Дорога чтения»). Данная библиотека находится в 10-метровом автобусе. С книжными полками внутри автобуса она может вместить более 2000 книг и более 100 журналов. В библиотеке также есть место для читателей за счёт столов и стульев. Библиотека курсирует по восьми маршрутам как общественный автобус.

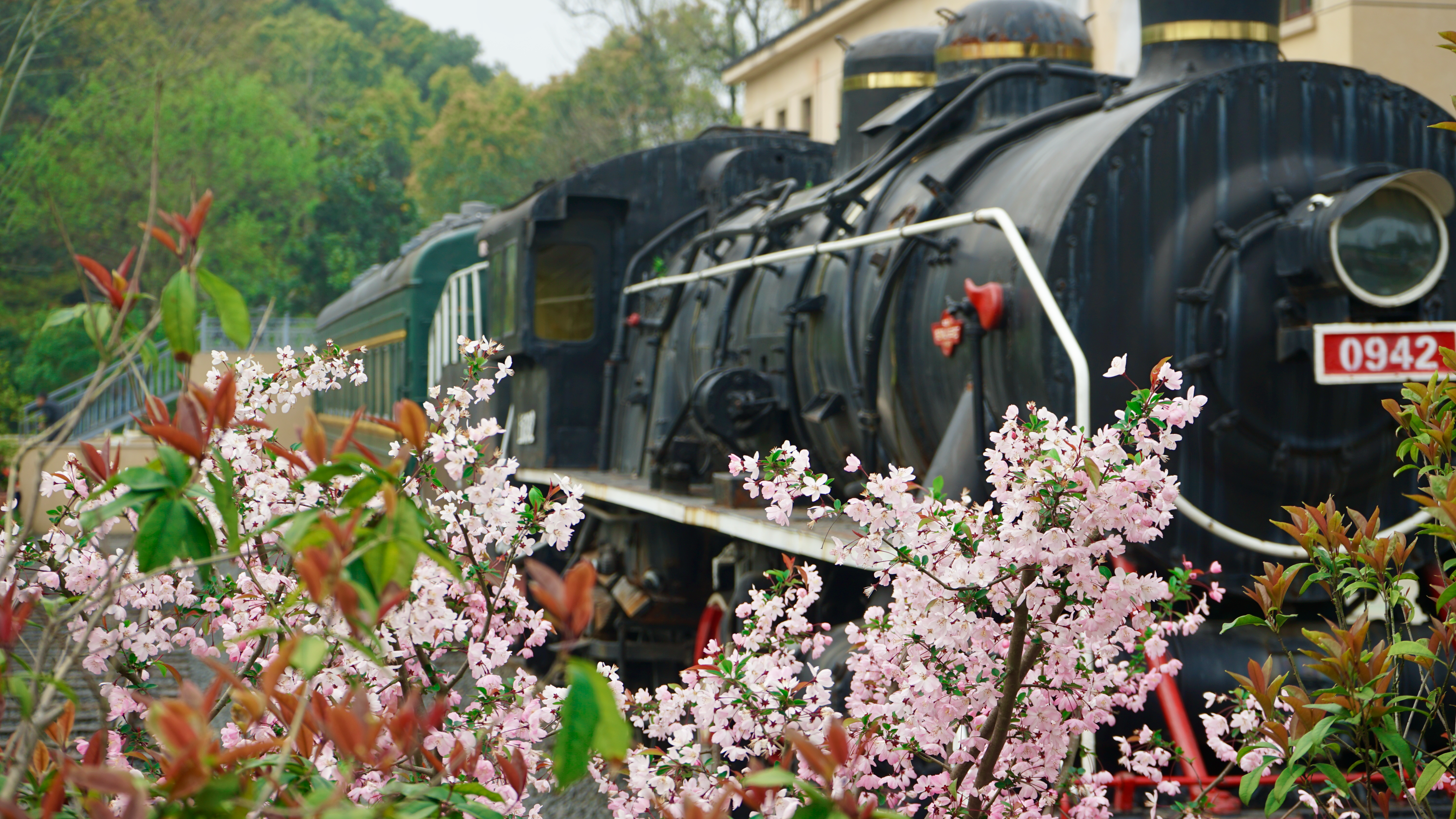
Автоматизированная библиотека в парке Сишань, преобразованная из старого вагона.

Хайнинская библиотека также открыла общественную библиотеку на старом месте железнодорожного вокзала Сяши в парке Сишань, расположенную внутри старого вагона поезда. Стиль её убранства имитирует республиканский период. Поскольку в 1963 году библиотека располагалась в районе Сишань, считалось, что эта библиотека хранит историю как старого железнодорожного вокзала, так и самой библиотеки.

## Обслуживание
По состоянию на август 2018 года в библиотеке 1,7 миллиона единиц хранения, в том числе более 27 тысяч старинных книг. В 2017 году библиотеку посетили 3 184 320 человеко-раз, при этом количество зарегистрированных читательских билетов увеличилось на 26 882 человека. Годовой оборот книг достиг 4 930 618 экземпляров книг, что означает, что в среднем каждый житель Хайнина брал на дом 5,9 книг в год. В 2016 финансовом году в библиотеке работало 28 государственных служащих с доходом 16 766 874,91 юаня. Хайнинская библиотека является филиалом Хайнинского муниципального бюро культуры, радио, телевидения, туризма и спорта. Совет библиотеки, состоящий из 13 членов, руководит библиотекой и её политикой.

### Получение и возврат книг
Для подачи заявки на получение читательского билета библиотеки требуется удостоверение личности гражданина Китая или другие действующие документы, удостоверяющие личность заявителя, и залог в размере 100 юаней. Если заявителю меньше 18 лет, требуются действительные документы его/её опекуна, а депозит составляет 50 юаней. В библиотеке есть автомат для взрослых посетителей. Карту читателя необходимо регистрировать бесплатно в главном здании или любом филиале библиотеки ежегодно. Каждую книгу можно продлить только на 21 день после истечения срока. Плата за просрочку составляет 0,1 юаня за книгу в день для взрослого читателя и 0,05 юаня за книгу в день для несовершеннолетнего читателя.

### Цифровые услуги
Интернет-сайт библиотеки открылся в январе 2002 года. С 3 июня 2006 года Библиотека начала предоставлять услугу под названием «Цифровая библиотека», в которой электронные книги библиотеки Цзясин доступны в режиме онлайн, а статьи в электронных журналах доступны в читальных залах. Библиотека также предоставляет доступ к ресурсам через мобильные телефоны.
Цифровой читальный зал библиотеки открылся 13 июня 2001 года, оборудован 31 компьютером и сопутствующими аксессуарами, стоимостью и государственным фондом в 310 000 юаней. Бесплатный доступ к онлайн-базам данных, таким как CNKI и др., стал доступен 15 октября 2007 года. Местная федерация инвалидов подарила интеллектуальное устройство для чтения с 96 книгами, написанными шрифтом Брайля. Также в газетном зале есть цифровое устройство для чтения газет. Также доступны автоматизированные услуги, включая получение и возврат книг, оформление читательской карты. Библиотека предоставляет бесплатный доступ к Wi-Fi через Hilib-wifi после входа в систему с идентификационным номером резидента Китая и номером Haining Citizen Card (требуется предварительная регистрация) или номером читательской карты.

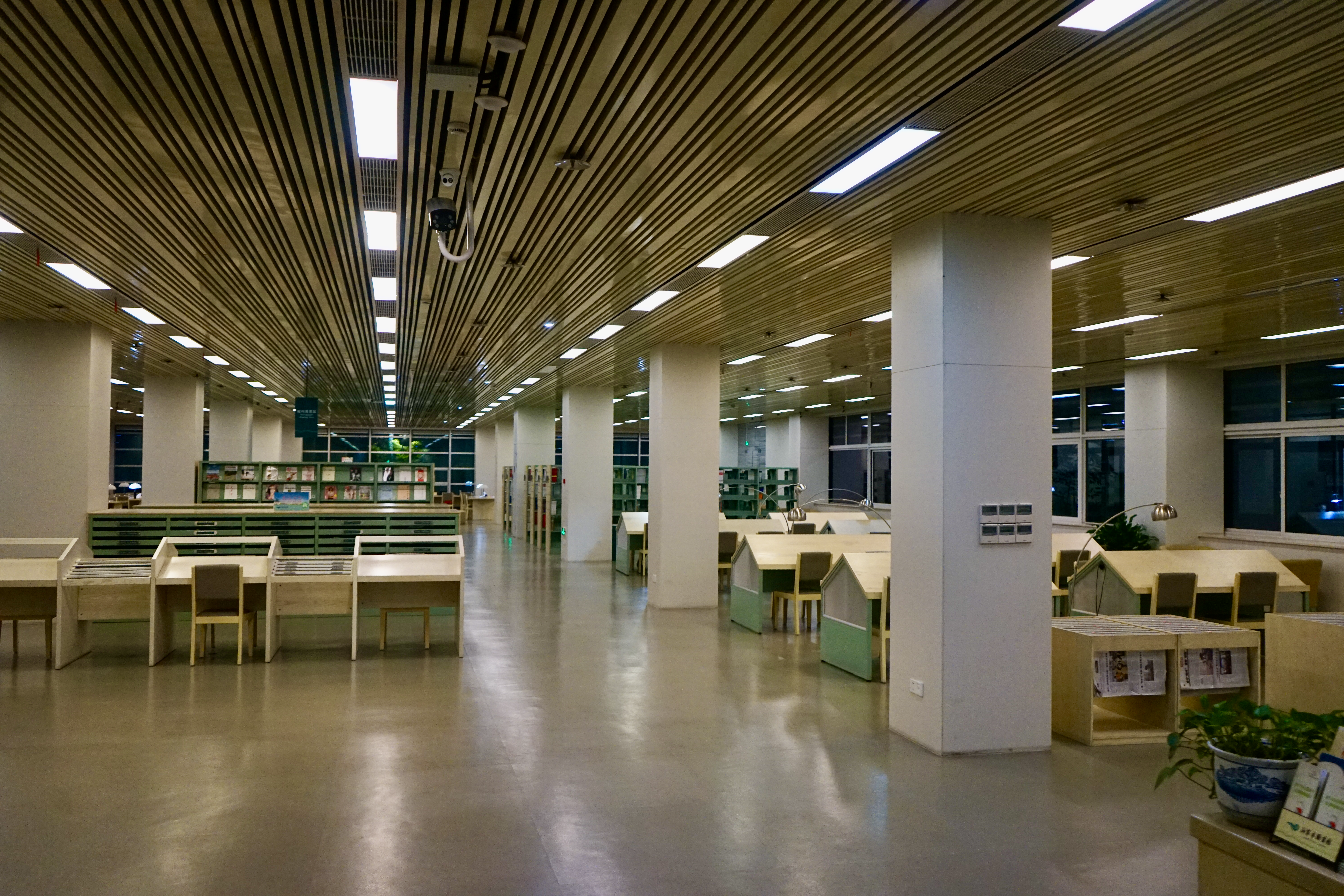
Читальный зал на 2 этаже главного корпуса
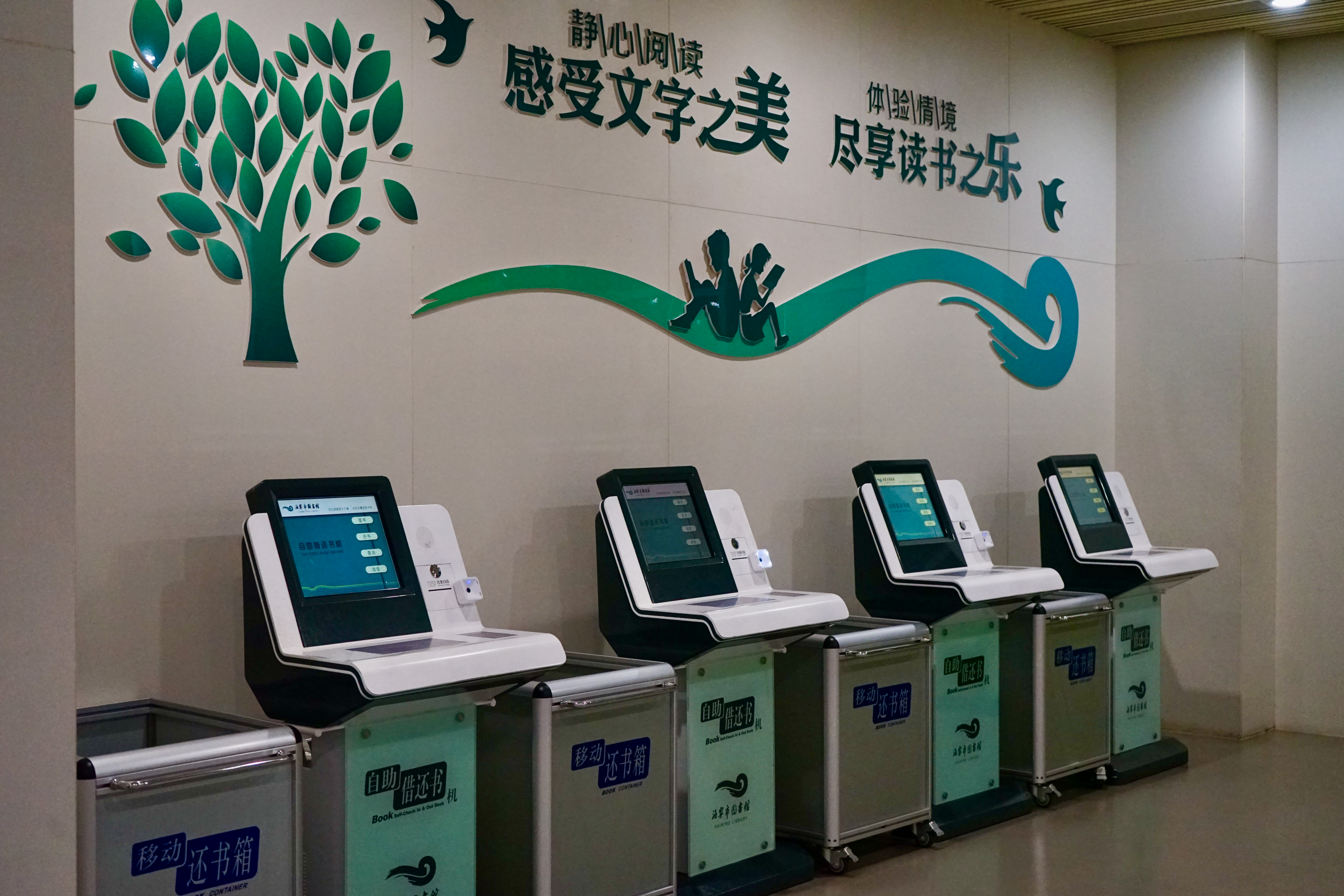
Автоматизированные машины для получения и возврата книг
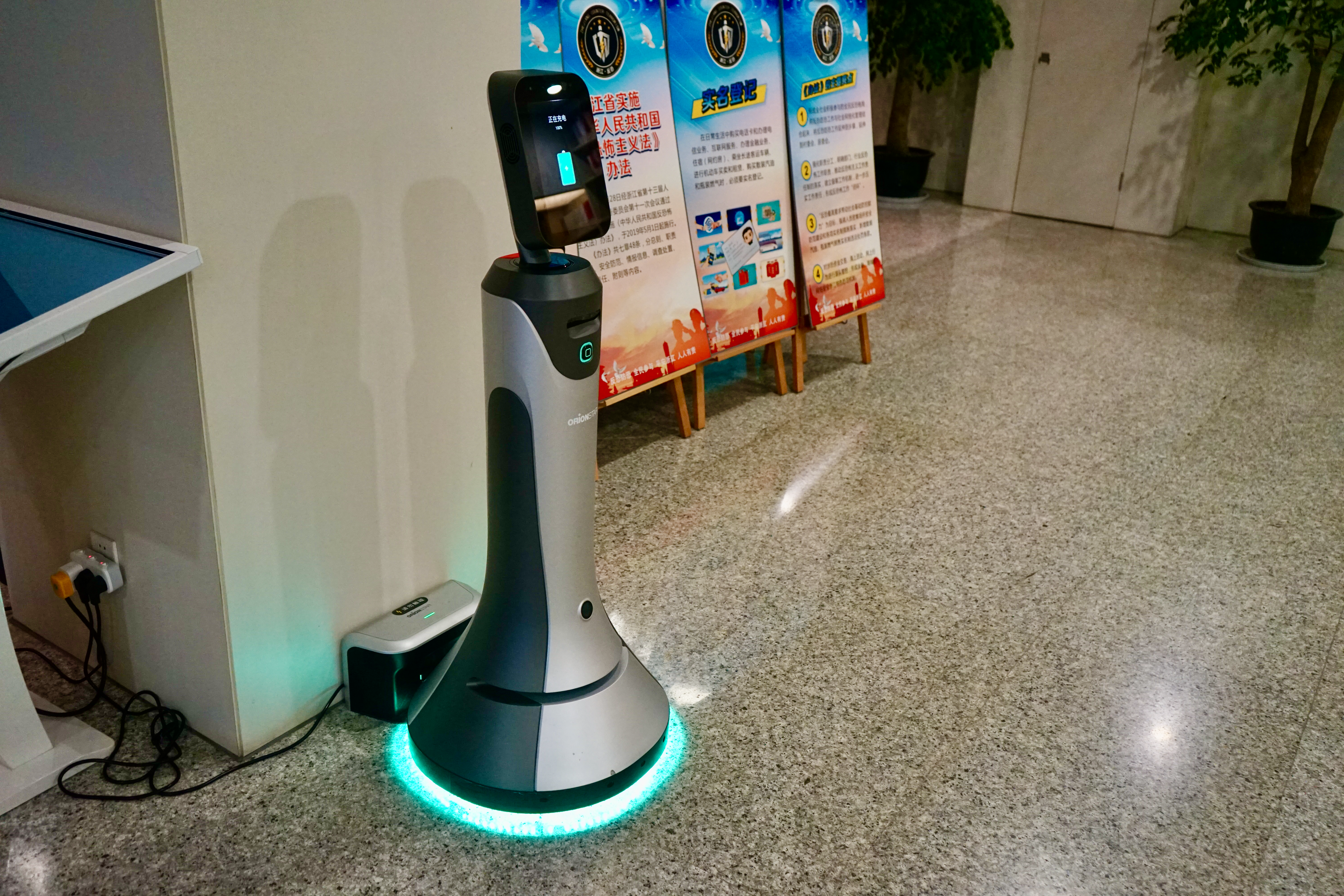
Сервисный робот в библиотеке